# Липянка (Карловский район)
Липянка (укр. Лип'янка) — село, Липянский сельский совет, Карловский район, Полтавская область, Украина.
Код КОАТУУ — 5321682901. Население по переписи 2001 года составляло 832 человека.
Является административным центром Липянского сельского совета, в который, кроме того, входят сёла Бабайково, Разумовка и Ясное.

## Географическое положение
Село Липянка находится на берегу реки Мокрая Липянка, выше по течению на расстоянии в 2,5 км расположен посёлок Ивановка, ниже по течению примыкает село Дмитровка (Машевский район). На реке несколько запруд.

## Экономика
- Молочно-товарная ферма.
- ООО «им. Фисуна».

## Объекты социальной сферы
- Школа.